# Romanzi a fumetti Bonelli
Romanzi a fumetti Bonelli è una serie a fumetti pubblicata in Italia da Sergio Bonelli Editore da giugno 2007.

## Storia editoriale
Dopo la fortunata esperienza delle miniserie come Brad Barron, Demian e Volto Nascosto, l'editore decise di sfruttare nuovi formati rispetto a quelli tradizionalmente impiegati dalla casa editrice, al fine acquisire una più vasta e differenziata gamma di lettori. La serie si concentra sui graphic novel, anche se Sergio Bonelli preferì chiamarli in maniera differente per distinguerla dalla tradizione statunitense del fumetto autoconclusivo.
Inizialmente concepiti per uscire a cadenza annuale, visto il successo ottenuto dal primo volume della serie (Dragonero, con 35 000 copie vendute) la Bonelli anticipò il secondo volume (Gli occhi e il buio) solo quattro mesi dopo l'uscita del primo. 
Dal n. 11 la testata divenne mensile e alterna miniserie nel tradizionale formato Bonelli, a storie autonclusive e numeri speciali a colori e in formato maggiore. I volumi, di foliazione variabile (comunque tutti attorno alle 300 pagine per i primi 10) contengono storie autoconclusive di diverso genere, contenenti anche approfondimenti sulla creazione della storia e dei personaggi. Dal volume 33 la pubblicazione diventa bimestrale e il formato torna essere quello originario bonellide con foliazione intorno alle 300 pagine ma senza i risvolti di copertina in cui venivano presentati gli autori.

## Elenco dei volumi
| Nr. | Titolo                                                              | Data di pubblicazione | Soggetto                         | Sceneggiatura                                     | Disegni                          | Colori                             | Copertina               | Pagine |
| --- | ------------------------------------------------------------------- | --------------------- | -------------------------------- | ------------------------------------------------- | -------------------------------- | ---------------------------------- | ----------------------- | ------ |
| 1   | Dragonero                                                           | 16 giugno 2007        | Luca Enoch e Stefano Vietti      | Luca Enoch e Stefano Vietti                       | Giuseppe Matteoni                | -                                  | Giuseppe Matteoni       | 294    |
| 2   | Gli occhi e il buio                                                 | 26 ottobre 2007       | Gigi Simeoni                     | Gigi Simeoni                                      | Gigi Simeoni                     | -                                  | Gigi Simeoni            | 300    |
| 3   | Sighma                                                              | 25 ottobre 2008       | Paola Barbato                    | Paola Barbato                                     | Stefano Casini                   | -                                  | Stefano Casini          | 286    |
| 4   | Mohican                                                             | 1º giugno 2010        | Paolo Morales                    | Paolo Morales                                     | Roberto Diso                     | -                                  | Roberto Diso            | 270    |
| 5   | Stria                                                               | 9 giugno 2011         | Gigi Simeoni                     | Gigi Simeoni                                      | Gigi Simeoni                     | -                                  | Gigi Simeoni            | 318    |
| 6   | Linea di sangue                                                     | 28 ottobre 2011       | Tito Faraci                      | Tito Faraci                                       | Roberto Diso                     | -                                  | Roberto Diso            | 262    |
| 7   | Darwin                                                              | 9 giugno 2012         | Luigi Piccatto                   | Paola Barbato                                     | Luigi Piccatto                   | -                                  | Luigi Piccatto          | 286    |
| 8   | Sul pianeta perduto                                                 | 30 ottobre 2012       | Antonio Serra                    | Antonio Serra                                     | Paolo Bacilieri                  | -                                  | Paolo Bacilieri         | 286    |
| 9   | Come Tex nessuno mai                                                | 26 settembre 2013     | -                                | Giancarlo Soldi                                   | -                                | -                                  | -                       | video  |
| 9   | Sergio Bonelli, il Timoniere dei Sogni. Contiene "L'uomo del Texas" | 26 settembre 2013     | Guido Nolitta                    | Guido Nolitta                                     | Aurelio Galleppini               | GFB Comics                         | Aldo Di Gennaro         | 64     |
| 10  | Il grande Belzoni                                                   | 30 ottobre 2013       | Walter Venturi                   | Walter Venturi                                    | Walter Venturi                   | -                                  | Walter Venturi          | 270    |
| 11  | Tex. L'eroe e la leggenda                                           | 17 febbraio 2015      | Paolo Eleuteri Serpieri          | Paolo Eleuteri Serpieri                           | Paolo Eleuteri Serpieri          | Paolo Eleuteri Serpieri            | Paolo Eleuteri Serpieri | 52     |
| 12  | Coney Island 1. La pupa e lo sbirro                                 | 27 marzo 2015         | Gianfranco Manfredi              | Gianfranco Manfredi                               | Giuseppe Barbati e Bruno Ramella | -                                  | Corrado Mastantuono     | 96     |
| 13  | Coney Island 2. Al Capone ringrazia                                 | 28 aprile 2015        | Gianfranco Manfredi              | Gianfranco Manfredi                               | Giuseppe Barbati e Bruno Ramella | -                                  | Corrado Mastantuono     | 96     |
| 14  | Coney Island 3. Attacco al luna park                                | 27 maggio 2015        | Gianfranco Manfredi              | Gianfranco Manfredi                               | Giuseppe Barbati e Bruno Ramella | -                                  | Corrado Mastantuono     | 96     |
| 15  | Tropical Blues 1. Il mare degli uomini liberi                       | 27 marzo 2015         | Luigi Mignacco                   | Luigi Mignacco                                    | Marco Foderà                     | -                                  | Pasquale Frisenda       | 96     |
| 16  | Tropical Blues 2. Nel labirinto verde                               | 28 aprile 2015        | Luigi Mignacco                   | Luigi Mignacco                                    | Marco Foderà                     | -                                  | Pasquale Frisenda       | 96     |
| 17  | Tropical Blues 3. I viaggiatori del tramonto                        | 27 maggio 2015        | Luigi Mignacco                   | Luigi Mignacco                                    | Marco Foderà                     | -                                  | Pasquale Frisenda       | 96     |
| 18  | Tex. Frontera!                                                      | 25 settembre 2015     | Mauro Boselli                    | Mauro Boselli                                     | Mario Alberti                    | Mario Alberti                      | Mario Alberti           | 52     |
| 19  | Hellnoir 1. Una città per cui morire                                | 28 ottobre 2015       | Pasquale Ruju                    | Pasquale Ruju                                     | Giovanni Freghieri               | -                                  | Davide Furnò            | 96     |
| 20  | Hellnoir 2. Cherchez la femme                                       | 26 novembre 2015      | Pasquale Ruju                    | Pasquale Ruju                                     | Giovanni Freghieri               | -                                  | Davide Furnò            | 96     |
| 21  | Hellnoir 3. L'abisso guarderà dentro di te                          | 24 dicembre 2015      | Pasquale Ruju                    | Pasquale Ruju                                     | Giovanni Freghieri               | -                                  | Davide Furnò            | 96     |
| 22  | Hellnoir 4. Stirpe maledetta                                        | 27 gennaio 2016       | Pasquale Ruju                    | Pasquale Ruju                                     | Giovanni Freghieri               | -                                  | Davide Furnò            | 96     |
| 23  | Tex. Painted desert                                                 | 24 febbraio 2016      | Mauro Boselli                    | Mauro Boselli                                     | Angelo Stano                     | Angelo Stano                       | Angelo Stano            | 52     |
| 24  | UT 1. Le vie della fame                                             | 25 marzo 2016         | Corrado Roi                      | Paola Barbato                                     | Corrado Roi                      | -                                  | Corrado Roi             | 96     |
| 25  | UT 2. Le vie dei mestieri                                           | 28 aprile 2016        | Corrado Roi                      | Paola Barbato                                     | Corrado Roi                      | -                                  | Corrado Roi             | 96     |
| 26  | UT 3. Le vie dei pensieri                                           | 25 maggio 2016        | Corrado Roi                      | Paola Barbato                                     | Corrado Roi                      | -                                  | Corrado Roi             | 96     |
| 27  | UT 4. Gli uomini se ne vanno, gli arrabbiati restano                | 23 giugno 2016        | Corrado Roi                      | Paola Barbato                                     | Corrado Roi                      | -                                  | Corrado Roi             | 96     |
| 28  | UT 5. Histeria                                                      | 27 luglio 2016        | Corrado Roi                      | Paola Barbato                                     | Corrado Roi                      | -                                  | Corrado Roi             | 96     |
| 29  | UT 6. Iranon in atem                                                | 24 agosto 2016        | Corrado Roi                      | Paola Barbato                                     | Corrado Roi                      | -                                  | Corrado Roi             | 96     |
| 30  | Tex. Sfida nel Montana                                              | 24 settembre 2016     | Gianfranco Manfredi              | Gianfranco Manfredi                               | Giulio De Vita                   | Matteo Vattani                     | Giulio De Vita          | 52     |
| 31  | Greystorm - Il romanzo. Ex vitro vita - Nuovi capitoli dimenticati  | 28 ottobre 2016       | Antonio Serra e Davide Rigamonti | Davide Rigamonti                                  | Lucia Arduini                    | -                                  | Gianmauro Cozzi         | 192    |
| 32  | I pionieri dell'ignoto                                              | 18 marzo 2017         | Stefano Vietti                   | Stefano Vietti                                    | Alessandro Bignamini             | -                                  | Alessandro Bignamini    | 288    |
| 33  | La bestia                                                           | 11 maggio 2017        | Bruno Enna                       | Bruno Enna                                        | Luigi Siniscalchi                | -                                  | Luigi Siniscalchi       | 288    |
| 34  | Cheyenne                                                            | 5 luglio 2017         | Michele Masiero                  | Michele Masiero                                   | Fabio Valdambrini                | -                                  | Matteo Vattani          | 288    |
| 35  | Il Commissario Ricciardi a fumetti 1. Il senso del dolore           | 14 novembre 2017      | Maurizio de Giovanni             | Claudio Falco                                     | Daniele Bigliardo                | Ylenia Di Napoli e Andrea Errico   | Daniele Bigliardo       | 160    |
| 36  | Il Commissario Ricciardi a fumetti 2. La condanna del sangue        | 14 marzo 2018         | Maurizio de Giovanni             | Sergio Brancato                                   | Lucilla Stellato                 | Ylenia De Napoli e Andrea D'Errico | Daniele Bigliardo       | 160    |
| 37  | Monolith                                                            | 12 maggio 2018        | Roberto Recchioni                | Roberto Recchioni, Mauro Uzzeo                    | LRNZ                             | LRNZ                               | LRNZ                    | 176    |
| 38  | Il Commissario Ricciardi a fumetti 3. Il posto di ognuno            | 5 luglio 2018         | Maurizio de Giovanni             | Paolo Terracciano                                 | Alessandro Nespolino             | Francesca Carotenuto               | Daniele Bigliardo       | 160    |
| 39  | Mani nude                                                           | 13 settembre 2018     | Paola Barbato                    | Paola Barbato                                     | Paolo Armitano, Davide Furnò     | -                                  | Davide Furnò            | 288    |
| 40  | Il Commissario Ricciardi a fumetti 4. Il giorno dei morti           | 14 novembre 2018      | Maurizio de Giovanni             | Sergio Brancato, Claudio Falco, Paolo Terracciano | Luigi Siniscalchi                | Marco Matrone                      | Daniele Bigliardo       | 160    |
| 41  | I bastardi di Pizzofalcone                                          | 9 luglio 2019         | Maurizio de Giovanni             | Claudio Falco, Paolo Terracciano                  | Fabiana Fiengo                   | Chiara Imparato, Marco Matrone     | Daniele Bigliardo       | 132    |
| 42  | Il Commissario Ricciardi a fumetti 5. Per mano mia                  | 8 giugno 2021         | Maurizio de Giovanni             | Claudio Falco                                     | Daniele Bigliardo                | Giuseppe Boccia                    | Daniele Bigliardo       | 160    |
| 43  | I bastardi di Pizzofalcone 2. Buio                                  | 11 agosto 2021        | Maurizio de Giovanni             | Claudio Falco, Paolo Terraciano                   | Fabiana Fiengo                   | Chiara Imparato                    | Fabiana Fiengo          | 144    |
| 44  | Il Commissario Ricciardi a fumetti 6. Vipera                        | 5 ottobre 2021        | Maurizio de Giovanni             | Sergio Brancato                                   | Lucilla Stellato                 | Giuseppe Boccia, Andrea Errico     | Daniele Bigliardo       | 160    |

## Trame

### Sighma
In un futuro imprecisato tutta l'umanità vive in una immensa megalopoli a forma di cono costruita su numerosi livelli. Un uomo si risveglia fuori dalla città, non ricorda nulla di sé e del suo passato, tra i pochi indizi che possono aiutarlo a capire chi era è la lettera greca Sighma tatuata sul petto. Inizierà in tal modo per Sighma (così deciderà di farsi chiamare) un lungo viaggio attraverso i vari livelli della città, nei quali, mentre cercherà di ritrovare la sua vera identità, conoscerà una società ricca di stranezze e punti in ombra che dovrà cercare di chiarire.

### Mohican
Il protagonista della vicenda, ambientata nel lontano 1700, si chiama Natty Bumppo ed è seguito dalla sua spalla Chingachgook, unico sopravvissuto dei Mohicani. Vuole essere il seguito ideale del romanzo L'ultimo dei Mohicani di James Fenimore Cooper.

### Stria
Come recita l'introduzione, è un thriller/horror ambientato in un paesino di montagna che corrisponde, seppur adattato in base ai ricordi dell'autore e alle ragioni narrative, a Marmentino - Piani di Vaghezza situato nella Val Trompia, in provincia di Brescia.

### Linea di sangue
Storia di Vic è un sicario della mafia a New York impegnato contro la mafia irlandese e Paul un soldato americano impegnato sul fronte di Montecassino.

### Darwin
In una realtà alternativa, la vita di Kent Darwin, studente irlandese alla Sorbona, è improvvisamente sconvolta: Parigi viene devastata da eventi apocalittici apparentemente inspiegabili che hanno inizio la sera in cui Kent chiede alla fidanzata Chieko di sposarlo. Dopo aver perso i sensi, il ragazzo si risveglia e scopre che da quella terribile notte sono trascorsi interi mesi di cui lui non conserva memoria. In una città irriconoscibile, Darwin affronta i sopravvissuti, organizzati in gruppi senza più alcuna legge, insieme a un misterioso uomo che sembra sapere tutto di lui...

### Sul pianeta perduto
Su di un lontano pianeta disperso nella galassia, molti anni fa è precipitata un'astronave carica di coloni terrestri. I discendenti di quegli uomini hanno sviluppato, sulla piccola isola sulla quale si sono ritrovati, una civiltà rurale che vive apparentemente in pace con se stessa, con la popolazione del luogo e con la rigogliosa natura che la circonda. Ma il naufragio di un misterioso personaggio sulle coste dell'isola sembra improvvisamente rendere reali le leggende riguardo ad una seconda astronave perduta; due giovani, Jim e Rose, scopriranno le menzogne dei loro genitori e si ritroveranno proiettati in un'incredibile avventura che li porterà a svelare la vera origine di quel mondo sconosciuto...

### Come Tex nessuno mai
La versione in DVD di Come Tex nessuno mai, il film-documentario, scritto e diretto da Giancarlo Soldi, che rievoca la straordinaria avventura, umana e professionale, di Sergio Bonelli.

### Sergio Bonelli, il Timoniere dei Sogni.
Secondo volume dedicato alla memoria di Sergio Bonelli. Contiene L'uomo del Texas.

### Il grande Belzoni
Romanzo grafico ispirato alla vita dell'archeologo padovano Giovanni Battista Belzoni.

### Tex. L'eroe e la leggenda
Il romanzo racconta di una coppia di giovani Tex e Carson alle prese con centinaia di Comanches selvaggi, in un’atmosfera da leggenda western.

### Coney Island
Miniserie in tre albi ambientata nella New York degli anni Venti, per seguire le vicende del poliziotto Jack Sloane che combatte il crimine senza esclusione di colpi. Jack ha un debole per Brenda, una ragazza bella e ingenua (almeno all’apparenza), che, a sua volta, è attratta dall'affascinante e misterioso Mister Frolic. Questo insolito personaggio è un illusionista, in grado di incantare i visitatori del luna-park di Coney Island: un tipo “strano”, che dietro le sue magie nasconde un incredibile segreto...

### Tropical Blues
Ambientato in Nuova Guinea nel 1927 racconta le avventure di Ray Harvest, un detective di San Francisco, che viene ingaggiato da Michael Somerset I, un ricco uomo d'affari, per ritrovare il nipote Mike Somerset III, giovane collezionista d’arte primitiva, che è scomparso (storia ispirata alla figura di Michael Rockefeller).

### Hellnoir
Hellnoir è il nome di una metropoli oscura e sterminata, che si trova fra il nostro mondo e quello dei morti. Vi giungono tutti coloro che hanno avuto una morte violenta, e la loro seconda vita, laggiù, è quasi sempre più dolorosa e crudele della prima. Uno di questi abitanti si chiama Melvin Soul, un detective che deve risolvere un altro caso in questa città che ha imparato a conoscere così bene da chiamarla casa.

### Tex. Painted desert
Lo sceriffo Scott Nelson è stato abbandonato più morto che vivo nel Deserto Dipinto, tra i corpi dei suoi vice, uccisi dai fuorilegge di Earl Crane, rapitore di sua moglie Debra. Per sua fortuna, sulle tracce dei banditi ci sono anche Tex e Tiger, diretti verso il sinistro pueblo di Sombra Verde con i suoi inquietanti segreti.

### UT
Dopo la scomparsa dell’Uomo, quel che resta del pianeta è popolato da nuove specie antropomorfe, governate solo dai loro bisogni primordiali. UT è una creatura elementare, feroce e infantile, i cui compiti sono cercare insetti per l’entomologo Decio e sorvegliare un’antica mastaba. Da lì, un giorno, emerge accidentalmente un individuo diverso da tutti gli altri, Iranon, enorme, frastornato e privo di memoria. Decio incarica UT di non perderlo mai di vista, perché “è il solo esemplare della sua specie”.

### Tex. Sfida nel Montana
Un amico della giovinezza di Tex, che lavorava con lui nel ranch del padre, è nei guai con i cacciatori dell’“American Fur Company”, tra le nevi del Montana. Il giovane Tex, fuorilegge vagabondo, non è tipo da abbandonare i compagni, e scende in campo in aiuto di Birdy, contro trappers pericolosi e indiani Blackfeet.

### Greystorm
Nel 1906, mentre la sua base segreta è ancora in costruzione, Robert Greystorm, folle scienziato, scopre qualcosa di inaspettato: qualcun altro, oltre a lui, è in grado di anticipare le scoperte della scienza e, potenzialmente, di cambiare il mondo. Ma il confronto con una giovane donna, erede di una conoscenza al di là dell’umano, lo porterà a riconsiderare il suo stesso futuro.

### I pionieri dell'ignoto
Un gruppo di avventurieri guidati da Jack Gordon si incontrano in una Londra vittoriana steampunk del 1882 per risalire il Nilo e rintracciare Reginald Stockwood, un archeologo scomparso. Si ritrovano coinvolti in una guerra tra antiche società segrete per il controllo di un’invenzione in grado di mutare il corso della storia.

### La bestia
Sacramento, 1969. L'agente di polizia Bradley East arresta un sospettato durante un controllo di routine, scoprendo ben presto che non si tratta di un semplice ladro d'auto. Da questo momento in poi la sua vita cambia radicalmente, nel bene e nel male. Circa undici anni dopo, la giovane e intraprendente analista dell'FBI Mary Jane Patridge incappa in una serie di delitti inquietanti che conducono proprio a Sacramento e sembrano coinvolgere l'ormai ex agente East. Ha così inizio un gioco perverso e mortale, in cui nessuno è ciò che dice di essere e che conduce inevitabilmente la Bella dentro la buia tana della Bestia.

### Cheyenne
La civiltà dei bianchi avanza, inesorabile e spietata, schiacciando i nativi, calpestando le loro terre e la loro libertà. Il crepuscolo dell'epopea della Frontiera, visto dagli occhi di due uomini: uno in bilico tra due culture, rapito dai Cheyenne quand'era bambino, riportato tra i bianchi dai soldati dell'esercito, e l'altro che va alla sua ricerca, rinunciando alla propria vita.

### Il Commissario Ricciardi a fumetti 1. Il senso del dolore
Versione a fumetti del romanzo Il senso del dolore. L'inverno del commissario Ricciardi di Maurizio De Giovanni.

### Il Commissario Ricciardi a fumetti 2. La condanna del sangue
Versione a fumetti del romanzo La condanna del sangue. La primavera del commissario Ricciardi di Maurizio De Giovanni.

### Monolith
Un'automobile all'avanguardia, la più resistente e sicura sul mercato, un gioiello di tecnologia. Ne esistono ancora poche in circolazione. Una di queste, Sandra l'ha ricevuta in regalo dal marito Carl, che vuole il meglio per lei e per il loro amato figlioletto David. E proprio a bordo della Monolith, Sandra e David partono per un viaggio. Ma una volta giunti nel deserto, una serie di sfortunate circostanze creano una situazione drammatica: David chiuso dentro l'auto e Sandra fuori, che deve fare tutto il possibile per salvarlo.
Da esso è stato tratto Monolith.

### Il Commissario Ricciardi a fumetti 3. Il posto di ognuno
Versione a fumetti del romanzo Il posto di ognuno. L'estate del commissario Ricciardi di Maurizio De Giovanni.

### Mani nude
È l'adattamento a fumetti del romanzo Mani nude. URL consultato l'11 maggio 2020 (archiviato dall'url originale il 20 giugno 2017). di Paola Barbato che le è valso nel 2008 la vittoria del Premio Scerbanenco.
Davide Bergamaschi è un adolescente di 16 anni che viene rapito e obbligato a combattere in incontri clandestini a mani nude, per la sua stessa vita, usando il soprannome di Batiza: chi vince sopravvive in attesa dell'avversario successivo; chi perde muore e sparisce per sempre. Abbandonata forzatamente e per sempre la sua vita precedente si ritrova in un mondo che, nonostante tutto, lo fa sentire vivo e appagato abbastanza da non voler tornare indietro. Gli anni passano, diventa una celebrità e si guadagna la possibilità di partecipare a un torneo esclusivo in cui in palio c'è la libertà.

### Il Commissario Ricciardi a fumetti 4. Il giorno dei morti
Versione a fumetti del romanzo Il giorno dei morti. L'autunno del commissario Ricciardi di Maurizio De Giovanni.

### I bastardi di Pizzofalcone
Versione a fumetti dell'omonimo romanzo di Maurizio De Giovanni.

## Altri casi

### Hit Moll
In origine il fumetto Hit Moll di Luca Enoch e Andrea Accardi doveva far parte di questa collana, ma in corso d'opera la Sergio Bonelli lo rifiutò, pagando completamente gli autori e mettendoli in contatto con un'altra casa editrice, le Edizioni BD, che lo pubblicò. Probabilmente l'esclusione fu dovuta alla presenza di scene forti, ritenute non adatte a questa serie.

### Tex. Gli sterminatori
Il volume 5 di Tex romanzi a fumetti è uscito il 23 febbraio 2017 ed è stato pubblicato nella collana Tex Stella d'oro con il numero 25 anziché nella collana Romanzi a fumetti. È la riedizione a colori e in formato cartonato alla francese da 52 pagine dell'omonima avventura comparsa sul numero 134 della collana di Tex, pubblicato originariamente nel 1971, per celebrare il centenario della nascita di Aurelio Galleppini. Soggetto e sceneggiatura sono di Gianluigi Bonelli, i disegni di Aurelio Galleppini, i colori, inediti, di Oscar Celestini. Con questo volume la Bonelli ha voluto rendere omaggio al creatore grafico di Tex, festeggiando il centenario della sua nascita.